# Sinfonia n. 88 (Haydn)
La Sinfonia N. 88 in sol maggiore (Hoboken 1/88) è stata scritta da Joseph Haydn. Talvolta è indicata con il numero d'ordine V, in riferimento a un vecchio metodo di catalogazione della produzione sinfonica di Haydn. La sinfonia fu completata nel 1787. Si tratta di una delle più famose opere di Haydn, anche se non è una delle Sinfonie di Parigi o di Londra e non ha un soprannome descrittivo.

## Movimenti
L'opera è in forma standard, in quattro movimenti: 
1. Adagio - Allegro
2. Largo (in re maggiore)
3. Menuetto: Allegretto
4. Finale. Allegro con spirito

## Organico
È scritta per flauto, due oboi, due fagotti, due corni, due trombe, timpani, basso continuo (clavicembalo) e archi.

## Morfologia
Il primo movimento inizia con una breve introduzione, che rapidamente si stabilizza sulla dominante per preparare il corpo principale del movimento. Gli archi aprono l'Allegro, indicando il tema principale, e il resto del movimento si sviluppa da lì, con la derivazione di quasi ogni frase da una precedente idea. L'esposizione è monotematica, e lo sviluppo continua a fare uso di tale singola idea melodica. Nella ripresa, la dichiarazione iniziale del tema è impreziosita da un assolo di flauto.
Il movimento lento in Re maggiore consiste principalmente in abbellimenti del tema legato all'oboe che lo apre, anche se ogni tanto è scandito da accordi suonati da tutta l'orchestra. Dopo aver sentito questo movimento lento, Johannes Brahms si dice che abbia osservato, 'voglio che la mia Nona Sinfonia suoni come questo'. È la prima sinfonia di Haydn ad usare trombe e timpani nel movimento lento. Mozart aveva precedentemente utilizzato trombe e timpani nel movimento lento della sua Sinfonia di Linz.
Il minuetto è in sol maggiore. Il trio ha una caratteristica insolita per la sua categoria: dopo aver esposto un tema piuttosto semplice, le quinte tenute nei fagotti e alle viole scalano di una quarta in parallelo, un effetto tipicamente evitato dai compositori classici.
Il finale è un rondò-sonata, con il tema di rondò prima presentato in forma binaria. La prima sezione è degna di nota per la caratteristica di concludere su una cadenza insolita sulla mediana. Sorta di "finale in moto perpetuo", è considerato uno dei più allegri che Haydn abbia mai scritto.